# اودینتسوفو
شهر اودینتسوفو (به روسی: Одинцово) در کشور روسیه و در اوبلاست مسکو واقع شده‌است.